# Szczecin
Szczecin (/ˈʂt͡ʂɛt͡ɕin/ⓘ, en alemán: Stettin, pronunciado /ʃtɛˈtiːn/ (escucharⓘ)) es una ciudad polaca, capital del voivodato de Pomerania Occidental en Polonia. En español es tradicionalmente conocida por su nombre en alemán, Stettin. 
Stettin se sitúa a orillas del río Óder al sur de la laguna de Szczecin y la bahía de Pomerania. La ciudad se extiende a lo largo de la orilla suroeste del lago Dąbie sobre ambas orillas del Oder. 
Su economía está marcada por su posición como uno de los principales puertos del mar Báltico, contando con un gran tráfico marítimo y una notoria industria naval. La ciudad concentra también importantes industrias alimentarias, químicas y cementeras.
La ciudad de Stettin conserva notables monumentos góticos: el antiguo ayuntamiento (1423) y varias iglesias construidas entre los siglos XIII y XIV. También es destacable el Castillo Ducal de Szczecin de estilo renacentista, que fue residencia de los duques de Pomerania. De las antiguas fortificaciones conserva la Puerta de Berlín (1726-40), sede del actual museo patriótico, y la Puerta del Rey (1726).
Fue una ciudad alemana hasta 1945, cuando las potencias aliadas, no sin reticencias del Reino Unido, Estados Unidos y Francia que querían que siguiera siendo alemana, cedieron al nuevo gobierno polaco la ciudad. Esto fue parte de la reorganización de territorios polacos llevada a cabo por la URSS, que anexó territorio polaco en el este y compensó al país con territorio alemán del este.

## Historia
Szczecin fue probablemente fundada por tribus eslavas a comienzos del siglo VIII. Los eslavos fundaron un casco urbano adjunto al Cerro del Castillo, el que luego se convirtió en un puesto fortificado al expandirse hasta un vado del río Oder. El príncipe Miecislao I de Polonia tomó el control de la región entre los años 967 y 972. Alrededor del año 1005 los paganos de Pomerania se sublevaron, pero en 1080 toda el área había vuelto a estar en manos de la dinastía de los Piastas.

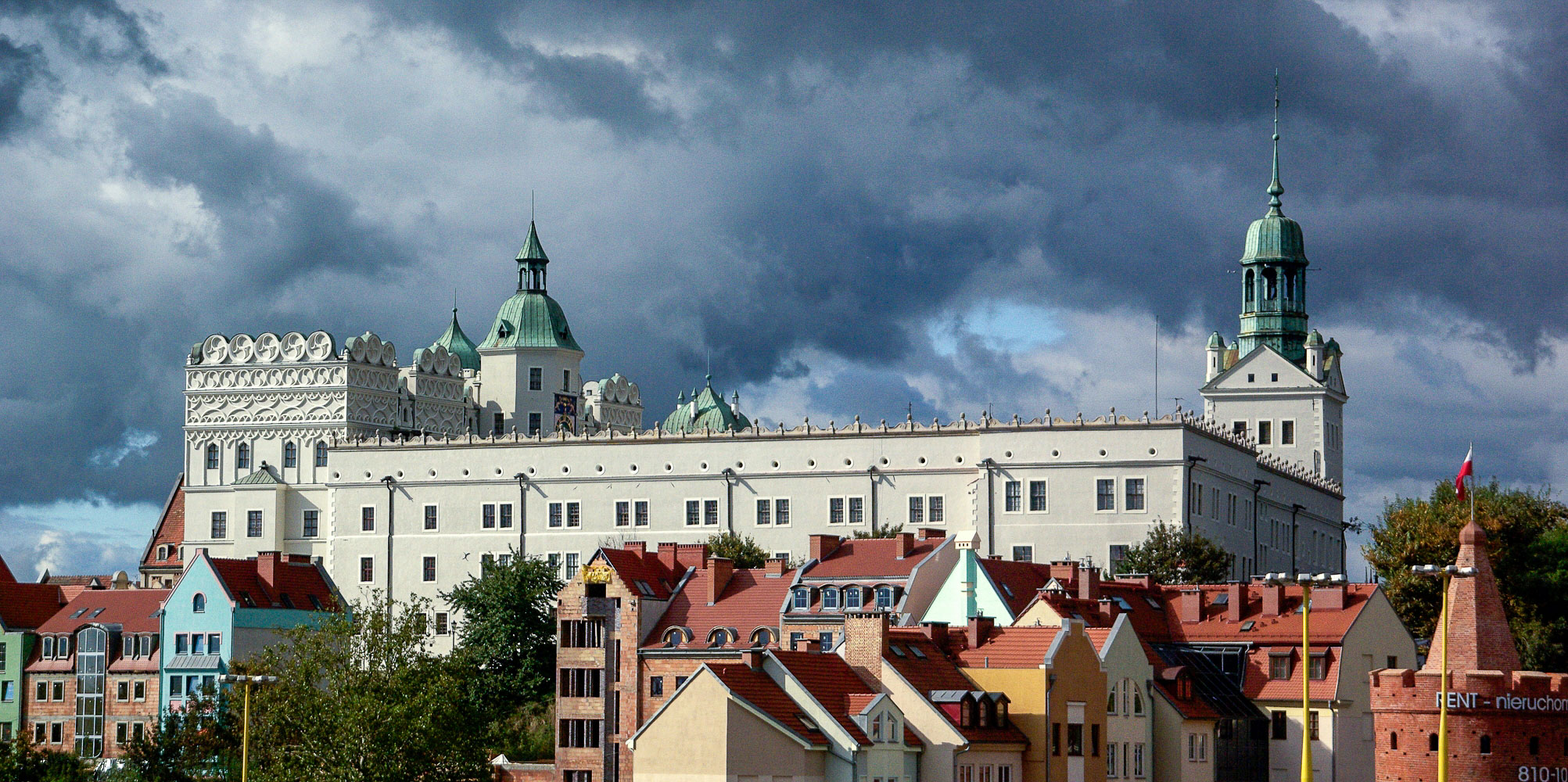
Castillo Ducal de Szczecin

Fue sede episcopal (1124) y residencia de los duques de Pomerania. En 1243 consiguió la carta municipal que consagró su autonomía y en 1360 se unió a la Liga Hanseática. Ocupada el 20 de julio de 1630 por el rey Gustavo IV Adolfo de Suecia, permaneció bajo soberanía sueca tras la Paz de Westfalia que puso fin a la guerra de los Treinta Años. El 29 de septiembre de 1713 Prusia ocupó la ciudad durante la Gran Guerra del Norte, conservando su posesión según los acuerdos de los Tratados de Estocolmo. Durante el siglo XIX tuvo un notable desarrollo industrial y urbano. 
En 1806, durante las guerras napeoleónicas, fue ocupada por Francia tras la derrota de Prusia. Hasta que el 5 de diciembre de 1813 y tras un asedio que comenzó el 18 de marzo, volvió a poder prusiano.
En 1919 la región de Pomerania quedó dividida entre Alemania y el nuevo Estado polaco. Stettin fue nombrada capital de la provincia alemana de Pomerania, y ya durante la Segunda Guerra Mundial fue intensamente bombardeada por las fuerzas aliadas, quedando destruidas la mitad de sus inmuebles y la casi totalidad de las instalaciones portuarias. 
A finales de la Segunda Guerra Mundial, en abril de 1945, la ciudad fue ocupada por el Ejército Rojo Soviético, que asedió y destruyó la mayor parte de la ciudad, haciendo que la mayor parte de la población huyera. Aunque al estar al oeste del Río óder se pensó que la ciudad se mantendría en territorio alemán, lo que se había acordado al inicios de los acuerdos de Potsdam
En dichos acuerdos, el Reino Unido y los Estados Unidos planeaban que Alemania conservara Stettin, el tradicional puerto de Berlín, a cambio de que Polonia recibiera Königsberg. Si bien los soviéticos inicialmente accedieron, finalmente cambiaron de opinión y solicitaron el puerto prusiano para establecer una base naval allí. Polonia sería recompensada con Stettin y con la Baja Silesia, a cambio de ceder Leópolis también. El gobierno de Polonia en el exilio, previo a la II Guerra Mundial, no estaba de acuerdo, pero el hecho de que no tuviera poder real sobre el terreno y de que la Polonia de la posguerra (gobernada por prosoviéticos) aceptase el cambio fronterizo, hicieron inútiles las protestas. Finalmente, los Aliados le concedieron su soberanía a Polonia en la conferencia de Potsdam (1945), de acuerdo con el punto relativo a la Línea Óder-Neisse.

## Clima
| Parámetros climáticos promedio de Szczecin (1991-2020) | Parámetros climáticos promedio de Szczecin (1991-2020) | Parámetros climáticos promedio de Szczecin (1991-2020) | Parámetros climáticos promedio de Szczecin (1991-2020) | Parámetros climáticos promedio de Szczecin (1991-2020) | Parámetros climáticos promedio de Szczecin (1991-2020) | Parámetros climáticos promedio de Szczecin (1991-2020) | Parámetros climáticos promedio de Szczecin (1991-2020) | Parámetros climáticos promedio de Szczecin (1991-2020) | Parámetros climáticos promedio de Szczecin (1991-2020) | Parámetros climáticos promedio de Szczecin (1991-2020) | Parámetros climáticos promedio de Szczecin (1991-2020) | Parámetros climáticos promedio de Szczecin (1991-2020) | Parámetros climáticos promedio de Szczecin (1991-2020) |
| Mes                                                    | Ene.                                                   | Feb.                                                   | Mar.                                                   | Abr.                                                   | May.                                                   | Jun.                                                   | Jul.                                                   | Ago.                                                   | Sep.                                                   | Oct.                                                   | Nov.                                                   | Dic.                                                   | Anual                                                  |
| ------------------------------------------------------ | ------------------------------------------------------ | ------------------------------------------------------ | ------------------------------------------------------ | ------------------------------------------------------ | ------------------------------------------------------ | ------------------------------------------------------ | ------------------------------------------------------ | ------------------------------------------------------ | ------------------------------------------------------ | ------------------------------------------------------ | ------------------------------------------------------ | ------------------------------------------------------ | ------------------------------------------------------ |
| Temp. máx. abs. (°C)                                   | 14.8                                                   | 17.9                                                   | 23.9                                                   | 30.6                                                   | 32.0                                                   | 35.6                                                   | 37.3                                                   | 37.8                                                   | 30.8                                                   | 26.7                                                   | 19.4                                                   | 14.9                                                   | 37.8                                                   |
| Temp. máx. media (°C)                                  | 3.0                                                    | 4.5                                                    | 8.4                                                    | 14.7                                                   | 19.1                                                   | 22.1                                                   | 24.3                                                   | 24.0                                                   | 19.2                                                   | 13.5                                                   | 7.5                                                    | 4.0                                                    | 13.7                                                   |
| Temp. media (°C)                                       | 0.6                                                    | 1.5                                                    | 4.2                                                    | 9.2                                                    | 13.6                                                   | 16.8                                                   | 18.9                                                   | 18.5                                                   | 14.3                                                   | 9.5                                                    | 4.9                                                    | 1.9                                                    | 9.5                                                    |
| Temp. mín. media (°C)                                  | -1.8                                                   | -1.3                                                   | 0.4                                                    | 4.0                                                    | 8.1                                                    | 11.5                                                   | 13.8                                                   | 13.5                                                   | 9.9                                                    | 6.0                                                    | 2.4                                                    | -0.5                                                   | 5.5                                                    |
| Temp. mín. abs. (°C)                                   | -30.0                                                  | -28.7                                                  | -23.1                                                  | -7.7                                                   | -4.4                                                   | 0.3                                                    | 4.4                                                    | 1.2                                                    | -2.6                                                   | -6.9                                                   | -11.4                                                  | -22.3                                                  | -30.0                                                  |
| Precipitación total (mm)                               | 40.0                                                   | 32.8                                                   | 38.4                                                   | 31.2                                                   | 55.8                                                   | 59.1                                                   | 76.2                                                   | 60.3                                                   | 47.7                                                   | 43.5                                                   | 39.0                                                   | 43.0                                                   | 567                                                    |
| Nevadas (cm)                                           | 44.9                                                   | 52.0                                                   | 21.5                                                   | 1.1                                                    | 0                                                      | 0                                                      | 0                                                      | 0                                                      | 0                                                      | 0                                                      | 3.8                                                    | 32.4                                                   | 155.7                                                  |
| Días de lluvias (≥ 1 mm)                               | 9.6                                                    | 8.1                                                    | 8.9                                                    | 6.9                                                    | 8.7                                                    | 9.0                                                    | 9.5                                                    | 8.8                                                    | 7.8                                                    | 8.3                                                    | 8.5                                                    | 9.6                                                    | 103.7                                                  |
| Días de nevadas (≥ 1 mm)                               | 7.6                                                    | 6.9                                                    | 2.8                                                    | 0.4                                                    | 0                                                      | 0                                                      | 0                                                      | 0                                                      | 0                                                      | 0                                                      | 1.3                                                    | 4.7                                                    | 23.7                                                   |
| Horas de sol                                           | 42.7                                                   | 66.1                                                   | 121.2                                                  | 199.3                                                  | 244.5                                                  | 242.2                                                  | 246.3                                                  | 230.3                                                  | 160.0                                                  | 107.5                                                  | 48.1                                                   | 32.1                                                   | 1740.3                                                 |
| Humedad relativa (%)                                   | 87.1                                                   | 83.3                                                   | 78.2                                                   | 70.8                                                   | 71.5                                                   | 72.9                                                   | 74.4                                                   | 75.9                                                   | 81.2                                                   | 85.5                                                   | 89.1                                                   | 89.0                                                   | 79.9                                                   |
| Fuente: Promedios y totales mensuales                  |                                                        |                                                        |                                                        |                                                        |                                                        |                                                        |                                                        |                                                        |                                                        |                                                        |                                                        |                                                        |                                                        |

## Transportes
| Aeropuerto                                    | IATA | OACI |
| --------------------------------------------- | ---- | ---- |
| Aeropuerto de Szczecin-Goleniów "Solidarność" | SZZ  | EPSC |

## Deportes
| Equipo         | Deporte | Competición | Estadio                           | Creación |
| -------------- | ------- | ----------- | --------------------------------- | -------- |
| Pogoń Szczecin | Fútbol  | Ekstraklasa | Estadio Municipal Florian Krygier | 1948     |

Cada año en septiembre se celebra el torneo de tenis masculino Challenger de Szczecin.

## Ciudades hermanadas
- Berlín-Kreuzberg (Alemania)
- Bremerhaven (Alemania)
- Dalian (China)
- Esbjerg (Dinamarca)
- Kingston upon Hull (Reino Unido)
- Lübeck (Alemania)
- Malmö (Suecia)
- Múrmansk (Rusia)
- San Luis (Estados Unidos)

## Szczecin

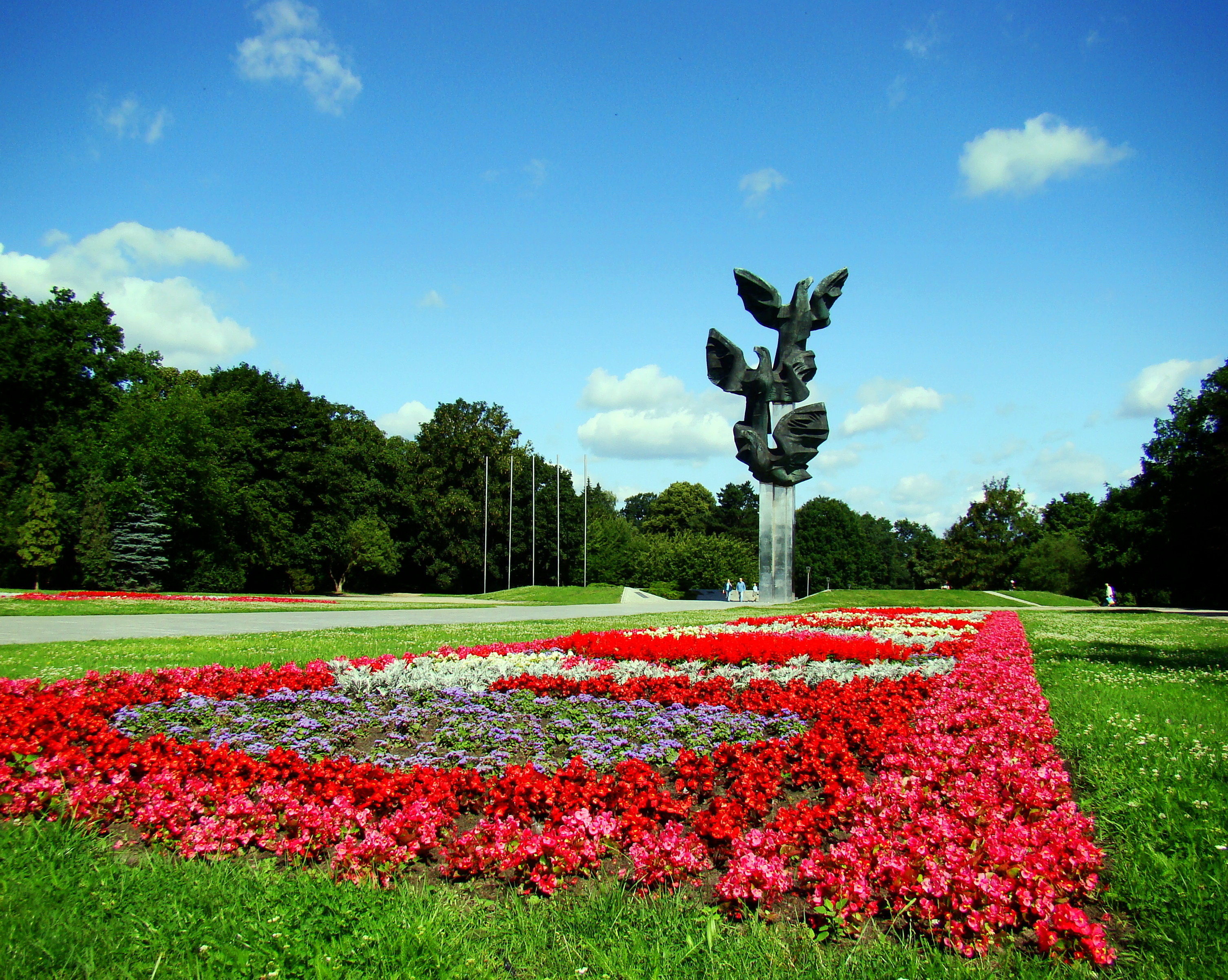
Monumento al Valor polaco
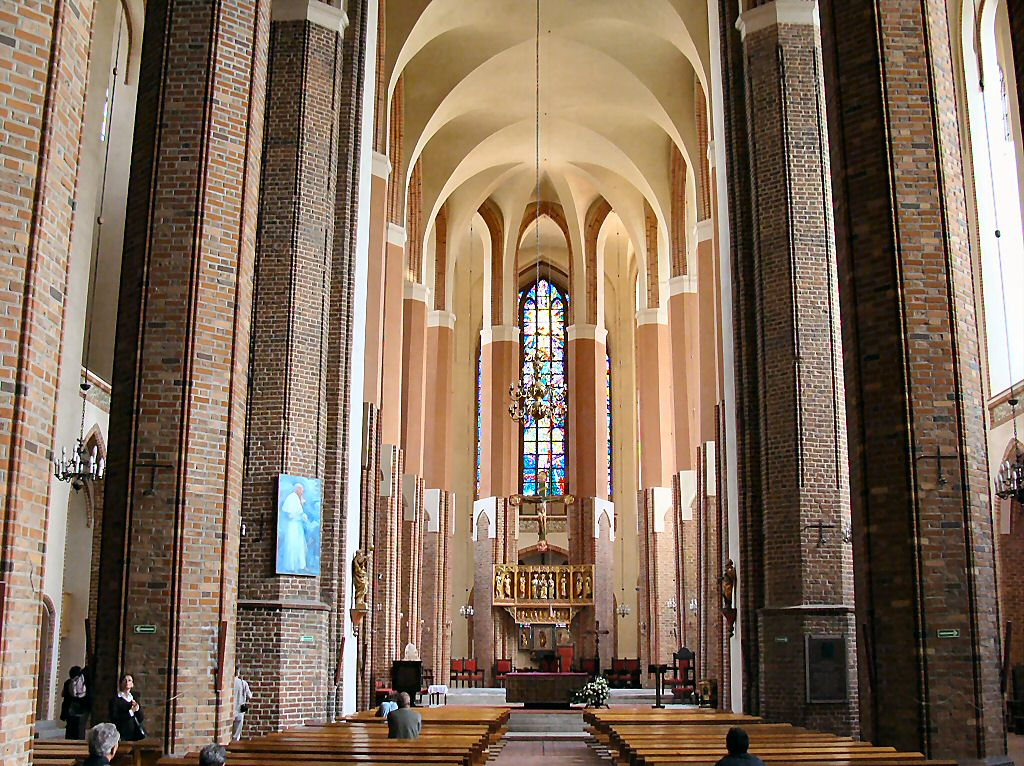
Catedral
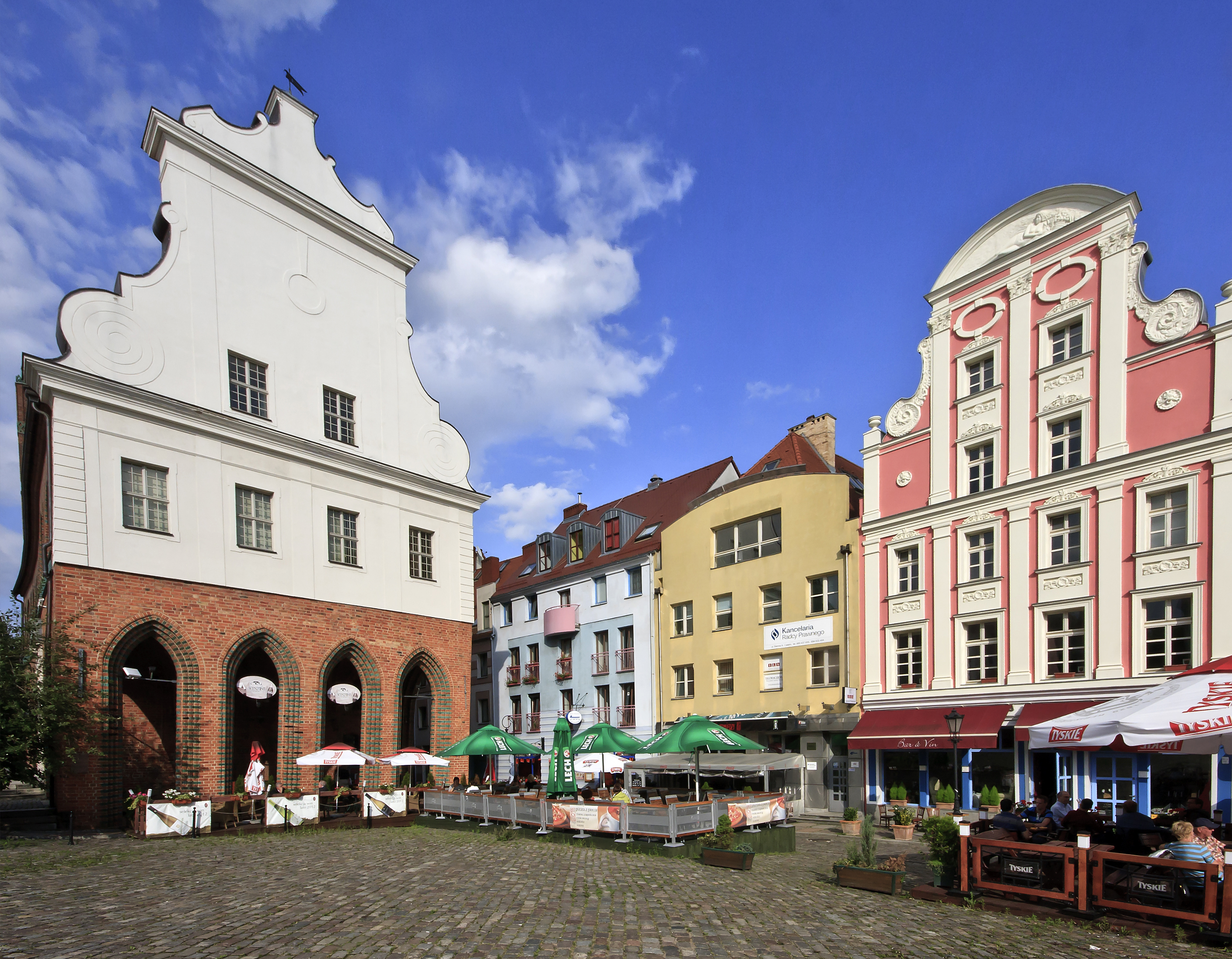
Casa consistorial
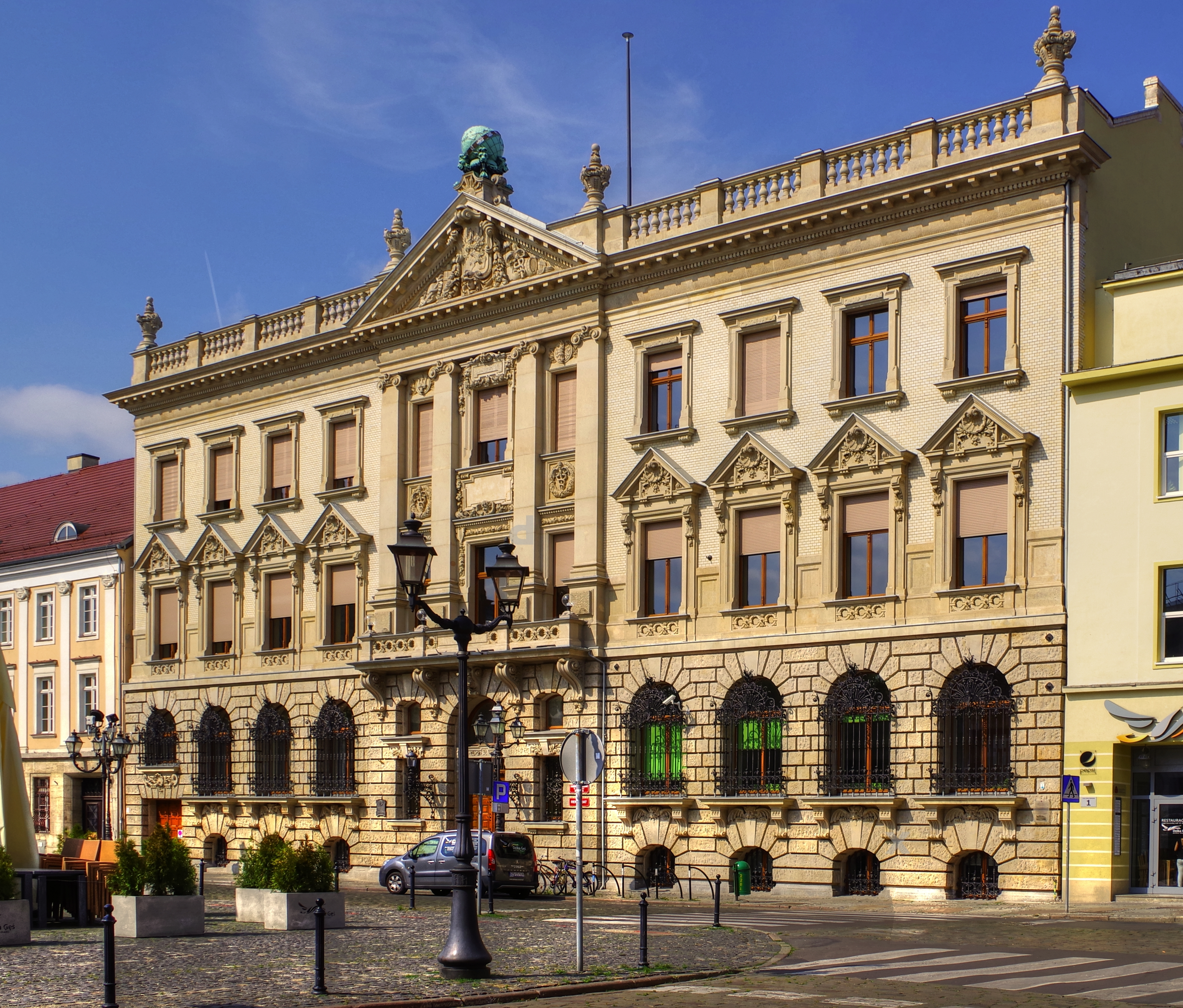
Palacio de Grumbkow, Academia de las Artes
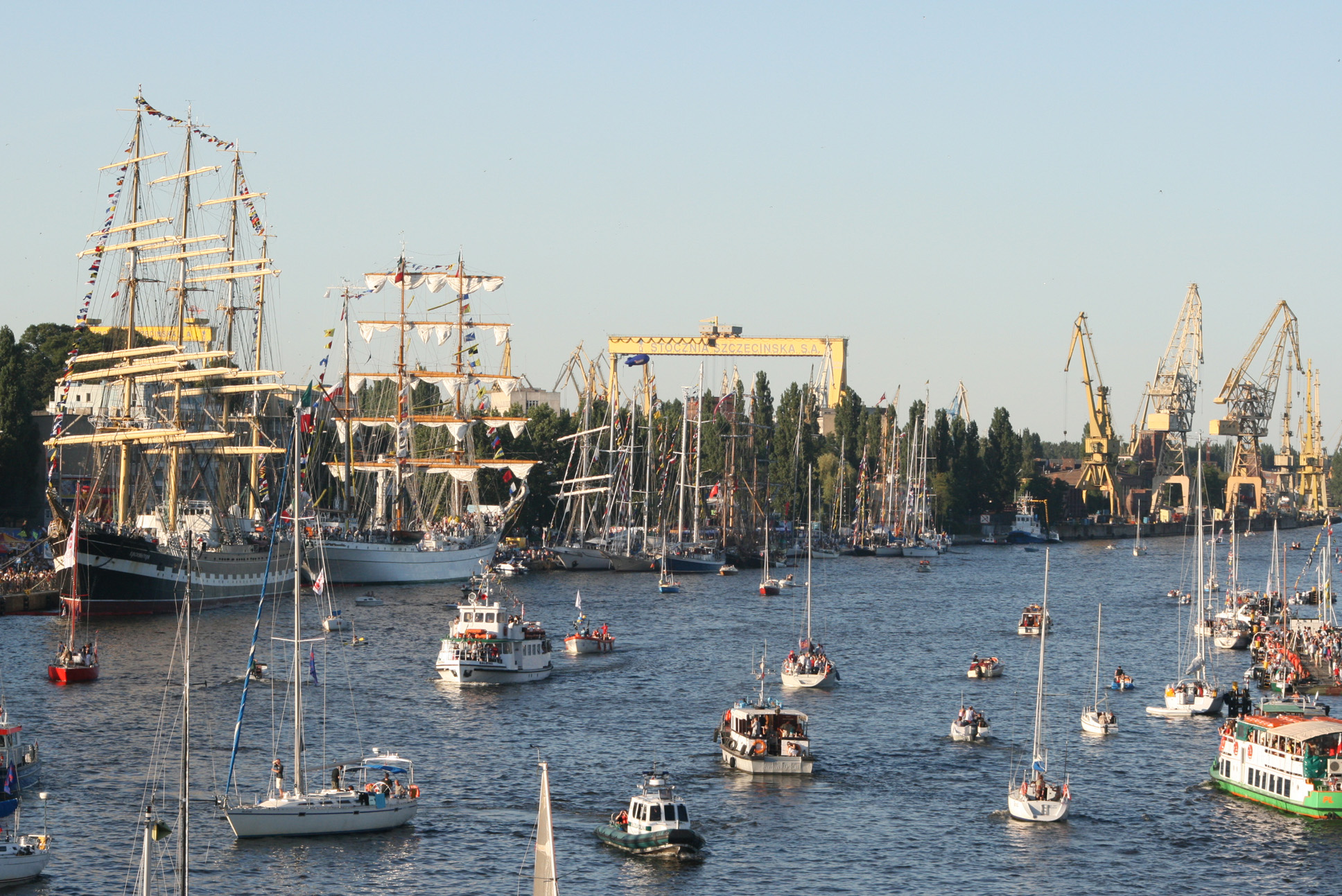
Regata de veleros de mástiles altos
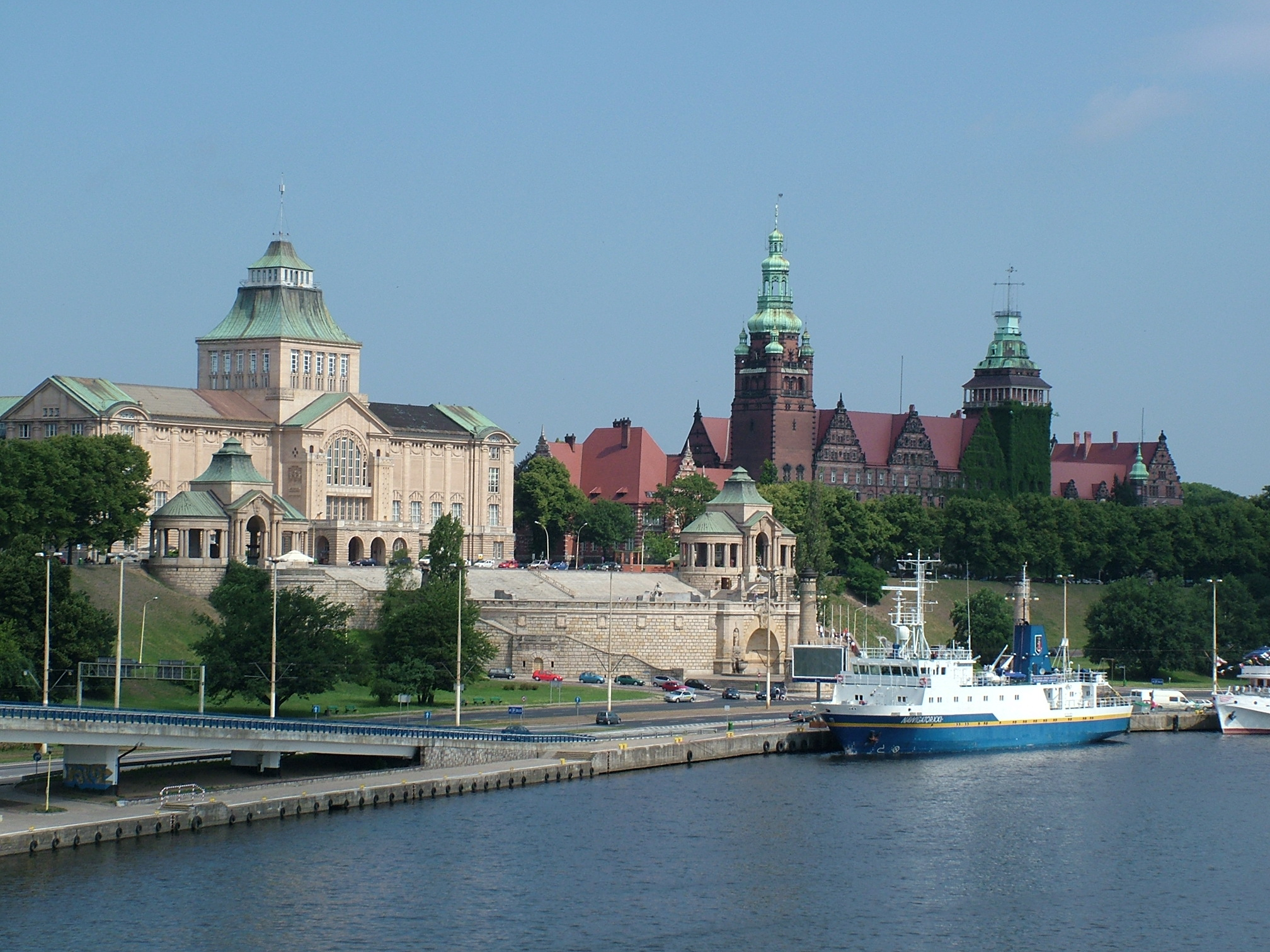
Hakenterrasse